# Herb Prusic
Herb Prusic – jeden z symboli miasta Prusice i gminy Prusice w postaci herbu, uchwalony przez radę miejską 21 czerwca 2006 roku na podstawie kwerendy historycznej na bazie czternastowiecznej ikonografii.

## Wygląd i symbolika
Tarcza herbowa jest dwudzielna w słup. Z prawej (heraldycznie) strony tarczy wizerunek czarnego dolnośląskiego orła ze srebrną sierpową opaską na piersi na złotym tle. Z lewej strony tarczy wizerunek otwartej białej prawej dłoni na czarnym tle.
- Orzeł - przynależność miasta do Dolnego Śląska
- Dłoń - Prawo Miecza, czyli prawo karania przestępców należne tylko księciu, które miasto posiadało, jako nieliczne w Polsce.